# Rahul Kohli
 (décembre 2016).
Si vous disposez d'ouvrages ou d'articles de référence ou si vous connaissez des sites web de qualité traitant du thème abordé ici, merci de compléter l'article en donnant les références utiles à sa vérifiabilité et en les liant à la section « Notes et références ».
En pratique : Quelles sources sont attendues ? Comment ajouter mes sources ?
Rahul Kohli est un acteur anglais, né le 13 novembre 1985 à Londres en Angleterre. Il est connu pour avoir joué le rôle du docteur Ravi Chakrabarti dans la série fantastique iZombie.

## Biographie
Rahul Kohli est né à Londres en Angleterre, de parents immigrants. Sa mère est née et élevée en Thaïlande et son père vient du Kenya. Il commence à jouer dans des pièces de théâtre lorsqu'il était un jeune garçon, à l'école. À l'âge de dix-sept ans, il a décidé de poursuivre sa carrière d'acteur en étudiant les médias à l'université d'Uxbridge. Il entre par la suite dans une école d'arts dramatiques.

### Carrière
Après avoir fini ses études, Rahul Kohli trouve un agent et commence à travailler à la télévision, faisant des apparitions dans les séries EastEnders et Holby City, mais aussi dans des publicités pour de grandes marques comme Sony et Heineken. Il continue également à jouer sur scène au théâtre, notamment au Royal National Theatre, où il travaille aux côtés du réalisateur Howard Davies.
Peu après s'être installé à Los Angeles, il décroche le rôle principal du docteur Ravi Chakrabarti dans la série télévisée iZombie.

### Vie privée
Rahul Kohli est fan de jeux vidéo et bandes dessinées, qui sont d'ailleurs les sujets principaux des messages qu'il poste sur les réseaux sociaux. Depuis 2009, il est en couple avec Yasmin Molloy (née le 20 juillet 1988). Ils sont fiancés depuis le 18 juillet 2018. Il a deux tatouages (la lettre « i » en référence à la série iZombie et les initiales « YM » pour Yasmin Molloy).

## Filmographie

### Longs métrages
- 2007 : The Vacancy : Tom
- 2011 : Alone Together : Ahmed
- 2014 : I'll Be Home Soon : Waseem
- 2015 : Krish and Lee : Dev
- 2018 : Happy anniversary : Ed
- 2024 : The Life of Chuck de Mike Flanagan : Bri
- 2025 : the electric state : Miles Watlow

### Séries télévisées
- 2012 : Holby City : Cal Nelson
- 2013 : EastEnders : Manager
- 2015-2019 : iZombie : docteur Ravi Chakrabarti
- 2017 : Supergirl : Jack Spheer (Saison 2, épisode 18)
- dès 2019 : Harley Quinn : Dr Jonathan Crane / l'Épouvantail (voix)
- 2020 : The Haunting of Bly Manor : Owen Sharma
- 2021 : Sermons de minuit (Midnight Mass) : le shérif Hassann (7 épisodes)
- 2022 : The Midnight Club : Vincent, un personnage de l'histoire du Midnight Club d'Amesh
- 2023 : La Chute de la maison Usher (The Fall of the House of Usher) : Napoleon Usher
- 2024 : Meurtres et Autres Complications (Death and others details): Sunil Bhandari
- 2024 : Twilight of the Gods : Egill (voix)
- 2025 : Nous les menteurs : Ed Patil
- 2026 : Carrie

### Jeux vidéos
- 2022 : Ghostbusters: Spirits Unleashed[1]

- 2023 : Boltgun [2]
- 2026 : Saros

## Théâtre
Rahul Kohli a joué plusieurs fois sur scène lorsqu'il étudiait à l’École d'Art Dramatique ainsi qu'au Royal National Theatre, notamment dans les pièces Henri V et Sabato, domenica e lunedì.